# Carlos Modernell
Carlos Alberto Modernell (Montevideo, 16 de febrero de 1931 - Montevideo, 7 de septiembre de 2017) fue un letrista de murga, humorista y locutor de radio uruguayo. Es el autor de varias de las letras más conocidas del repertorio murguístico uruguayo. Conocido como «El Dios Verde», fue creador de personajes humorísticos como «El Gauchito del Talud» y «El Gauchito de la Ruta».

## Biografía
En la fiesta de Momo es conocido como "El Dios Verde" apodo que le puso un vecino de su barrio porque charlaba mucho. 
Su primer incursión en Carnaval surge en sus 13 años (1944), cómo Máscara Suelta, subiendo al escenario con una escoba a modo de guitarra, en el tablado del Barrio (Aires Puros), en Burgues y Propios. 
En 1948 debutó oficialmente como letrista de murga con el repertorio de la agrupación Gauchesca "Los Criollos". A los quince años ya había compuesto versos para una murga de su barrio. En 1952 saca su primer conjunto como Director y Letrista: "Los Farabutes Cantores".
Es el socio número 2 y Fundador de DAECPU ( Directores Asociados de Espectáculos Carnavalescos y Populares del Uruguay); siendo el socio número 1 Don Dalton Rosas Riodolfo. 
En 1955 crea e integra su primera murga "Empujá que Cabe Otro". En 1958 le escribe a La Nueva Milonga de Tito Pastrana, obteniendo el 2do premio de su categoría. En 1959 sale con el dúo "Mamá yo kiero dormir", siendo también su libretista. En 1960 y 1961 participa con "Los Patos Cabreros", destacándose en ese último el Couple de "La Radio Portátil". En 1962 es parte de "Los Nuevos Saltimbanquis" conquistando el 2do premio. Y con "Don Timoteo" el 3ro. 
Uno de sus años más importantes fue 1963 obteniendo 7 premios en diferentes categorías entre entre primeros y terceros; dónde asumiendo como dueño de "La Milonga Nacional" si bien estaba comprometido con "Don Timoteo"; logra el 1er premio con "Don Timoteo", el segundo con su título y el 4to con "Los Curtidores de Diablo" cómo letrista. También sale 1ro con "Jardineros de Harlem", con "Mamá yo kiero dormir", "Humoradas al Carbón" cómo humoristas y 2do con "Parodistas Chevaliers".
Hasta 1974 solo le escribe a "La Milonga Nacional". En 1975 le escribe a "Curtidores de Hongos". En 1976 deja La Milonga Nacional y saca a Curtidores de Hongos junto con "Pepe" Gares obteniendo el Primer Premio. En 1978 repite premio con Curtidores. Vuelve a la Milonga Nacional en 1980 con el primer premio. En 1981 escribe para su murga y en la categoría Parodistas, los inolvidables: "Los Gaby's". Vuelve a ganar en 1983 con La Milonga Nacional. En 1984 se cumplen los 60 años de Los Saltimbanquis, escribiéndole y obteniendo el primer premio. En 1985 y 1986 repite primer premio con la murga del "Loco Pamento". 
También en su incursión en otras categorías como la de Lubolos, escribió para "Zumbae" y "Piel Morena". 
Compuso letras para La Milonga Nacional, La Nueva Milonga, Los Saltimbanquis, Los Nuevos Saltimbanquis, Las Cuarenta, Don Timoteo, La Nueva Ola, Amantes al engrudo, Curtidores de hongos, Colombina Che, etc. En 1963 siete agrupaciones cantaron sus libretos, con los que obtuvo dos primeros premios, dos segundos y un tercero.
Es el autor de la despedida más célebre del carnaval uruguayo, la de la murga La Milonga Nacional, en 1968. Su letra incluye los pasajes «Fue en noches de carnavales, que escuchamos al pasar, la pregunta de aquel niño: ¿Qué es una murga, mamá? Murga, murga es una golondrina que en su romántico vuelo barriletes de ilusiones, va remontando en el cielo...» y «Murga es el imán fraterno que al pueblo atrae y lo hechiza».
En 1976 ganó el primer premio como letrista, director y componente con la murga Curtidores de Hongos. Con La Milonga Nacional, murga en la que permaneció entre 1978 y 1983 (entre otros pasajes), ganó los premios de 1980 y 1982.
Creó varios personajes humorísticos para la radio. El más popular fue el personaje de «El Gauchito del Talud», creado en 1976, con el que durante décadas improvisó versos de corte gauchesco al final de cada partido de fútbol transmitido por Radio Oriental, que en ese entonces contaba con la programación deportiva más importante de Uruguay. También «El Gauchito de la Ruta», con el que hacía lo mismo para las transmisiones de competiciones ciclísticas por Oriental. También trabajó en televisión y teatro.
Y para el basquetbol creo al "Gauchito del Tablero"
Fue directivo de AGADU y de DAECPU en varios períodos.
En 2016 y con 86 años, volvió a la actividad como letrista para escribir la despedida de la murga La Línea Maginot, pero por problemas de salud no pudo terminarla.
Fue reconocido como Ciudadano Ilustre de la ciudad de Montevideo el 28/05/2003 junto al también reconocido y muy laureado letrista Carlos Soto 
Internacionalmente obtuvo reconocimientos cómo: en el año 1967, en Barcelona (España), el Premio Ondas al mejor Programa de Habla hispana por su trabajo "Uruguay cuna del Candombe"